# Swelter
Swelter is een Nederlandse voormalige rock- en indieband afkomstig uit Zwolle, Kampen en Deventer. De band maakte gitaarpopliedjes en werd geïnspireerd door de muziek van bands als The Frames, Johan, Band of Horses en R.E.M.
De naam Swelter komt uit de titel van een liedje van de Amerikaanse singer-songwriter Vic Chesnutt en betekent zoveel als lijden onder allesverdrukkende hitte (in zinsverband: to swelter in the sun).

## Geschiedenis
De groep werd in november 2005 opgericht en bestond in eerste instantie uit Bart Drost (zang, gitaar, mondharmonica), Erik Delobel (gitaar), John Zoet (basgitaar, zang) en Willem de Jongh (drums). In februari 2006 nam Otto de Jong plaats achter de drums. In maart 2008 werd de groep versterkt met de komst van Gelke Boontje (viool, toetsen en zang). In september 2010 stopte drummer Otto de Jong ermee; zijn vervanger was drummer Rob Ahlers. Zijn plaats werd later ingenomen door Martijn Hartsuiker.
Al snel na de oprichting speelde de band zich in 2006 en 2007 in de kijker door een reeks optredens met onder andere The Frames, Johan, The Veils, A balladeer, Bettie Serveert en BLØF in zalen als
Vera, Effenaar, 013, Tivoli, Doornroosje, de IJsselhallen en de Melkweg. Verschillende liedjes van hun ep werden gedraaid op radiozenders als 3FM en Kink FM, er volgden diverse radio-interviews op 3FM met Dolf Jansen en hun ep kreeg een recensie in muziekkrant OOR. Daarnaast werd een liedje van hun ep, Still Not Won, gebruikt als muziek bij een onderwerp in NOS Studio Sport, met daarin de mooiste doelpunten van het Eredivisie voetbalseizoen 2005/2006. In 2009 speelde Swelter samen met bands als De Dijk en The Sheer in zalen als Paradiso Amsterdam, Musis Sacrum in Arnhem en Muziekkwartier in Enschede.
Opname debuut-cd
In het najaar van 2007 begon de band met de opnamen van zijn debuut-cd. Songs of Distance werd in diverse Nederlandse studio's opgenomen, met bijdragen van gastmuzikanten op mellotron, accordeon, hammond en vleugel. De Belgische topmixer Werner Pensaert (Manic Street Preachers, Johan) tekende voor de mix van de plaat en deed dat in het voorjaar van 2008 in de Belgische Motor Music Studio (Admiral Freebee, Zita Swoon). De plaat werd in de zomer van 2008 eveneens in België gemasterd door Uwe Teichert (Novastar, dEUS).
Platencontract
Op 1 november 2008 tekende Swelter bij CoraZong Records, CoraZong Music Management en Cridecoeur Music. Het debuutalbum Songs of Distance kwam op 27 februari 2009 uit in Nederland. In de maanden hierna volgde de gehele Benelux.
In mei 2009 werd ook Songs of Distance beloond met een recensie in OOR.
In 2012 kwam de plaat Mountains For Everyone uit onder het Rough Trade-label.
Festivals
Swelter speelde in 2008 op het Eurosonicfestival in Groningen en op het Bevrijdingsfestival in Zwolle. In maart 2009 reisde Swelter af naar Berlijn voor een televisieoptreden bij het Duitse FAB TV. In juni 2009 deed de band met zeven optredens het Terschellinger festival Oerol aan, in juli 2009 gevolgd door het Metropolis Festival in Rotterdam. In augustus 2009 speelde de band op Geuzenpop in Enschede.
De eerste single, Saddest Meal, die in februari 2009 uitkwam, werd onder andere gedraaid op 3FM en Kink FM en stond enkele weken hoog in de Kink 40. Dit leverde hen twee studio-optredens op bij 3FM, waaronder in het programma Ekdom In De Nacht van Gerard Ekdom. In september 2009 volgde de tweede single, The Strain We're Under.
In september 2013 besloot de band er een punt achter te zetten.

## Discografie

### Albums
| Album met eventuele hitnotering(en) in de Nederlandse Album Top 100 | Datum van verschijnen | Datum van binnenkomst | Hoogste positie | Aantal weken | Opmerkingen  |
| ------------------------------------------------------------------- | --------------------- | --------------------- | --------------- | ------------ | ------------ |
| ep                                                                  | 2006                  | -                     |                 |              | Eigen Beheer |
| Songs of Distance                                                   | 2009                  | -                     |                 |              | CoraZong     |
| Mountains for Everyone                                              | 2012                  | -                     |                 |              | Rough Trade  |

### Singles
| Single met eventuele hitnotering(en) in de Nederlandse Top 40 | Datum van verschijnen | Datum van binnenkomst | Hoogste positie | Aantal weken | Opmerkingen |
| ------------------------------------------------------------- | --------------------- | --------------------- | --------------- | ------------ | ----------- |
| Saddest Meal                                                  | 27-02-2009            | -                     |                 |              | CoraZong    |
| The Strain We're Under                                        | 20-09-2009            | -                     |                 |              | CoraZong    |
| Spineless                                                     | 10-10-2012            | -                     |                 |              | Rough Trade |

## Bandleden
- Bart Drost: zang, gitaar, mondharmonica
- Erik Delobel: gitaar
- Gelke Boontje: viool, toetsen, zang
- John Zoet: bas, zang
- Martijn Hartsuiker: drums

Eerdere bandleden
- Willem de Jongh (2005): drums
- Otto de Jong (2006-2010): drums
- Rob Ahlers (2011-2012): drums